# Gideon Esra

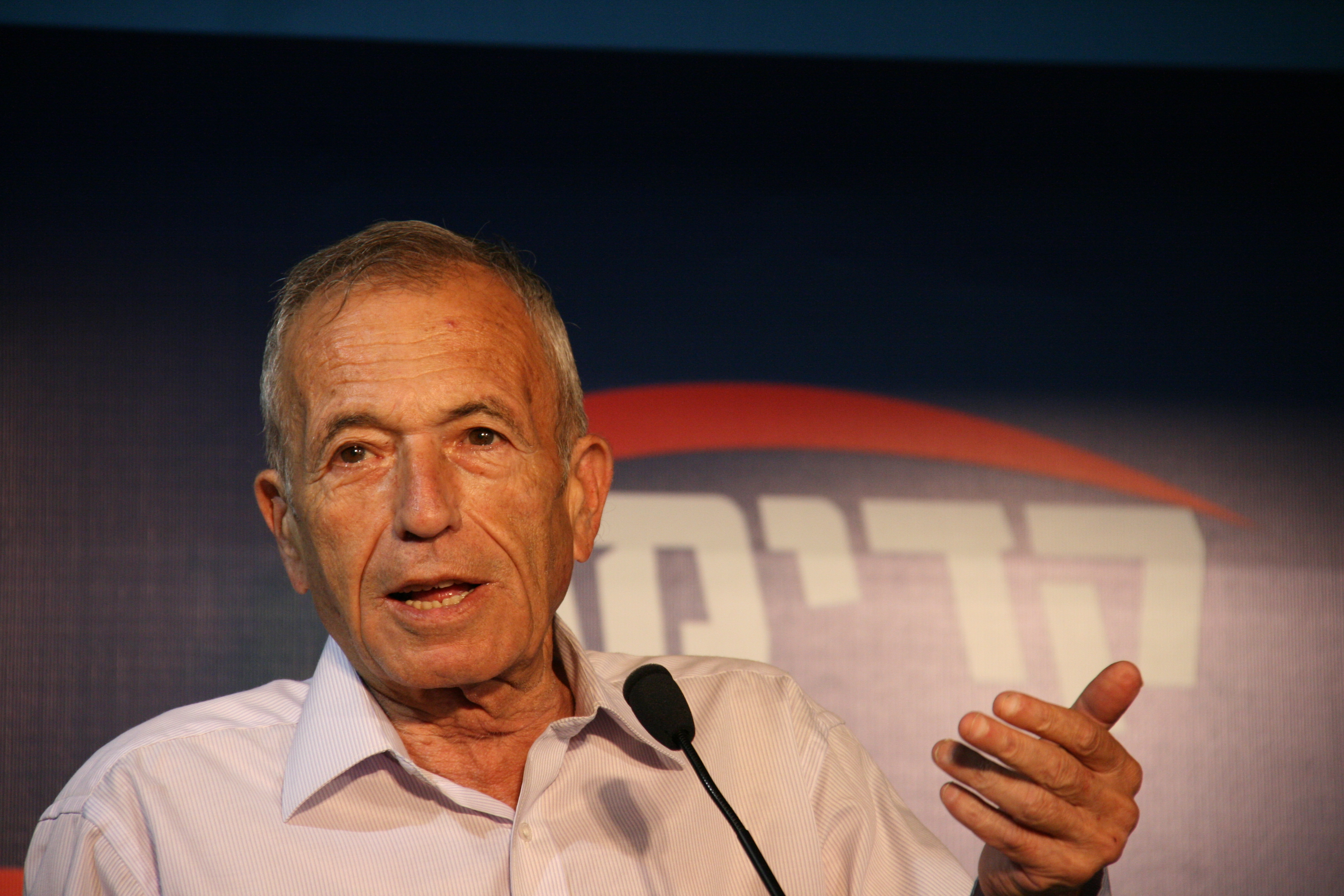
Gideon Esra (2009)

Gideon Esra (hebräisch גדעון עזרא; * 30. Juni 1937 in Jerusalem; † 17. Mai 2012) war ein israelischer Politiker.

## Karriere
Esra wuchs in Jerusalem auf. Er studierte Geographie und Politikwissenschaft an der Universität Haifa. Von 1962 bis 1995 war er für den Inlandsgeheimdienst Schin Bet tätig. 1996 wurde er für den Likud in die Knesset gewählt. 2003 wurde er Kabinettsmitglied in der Regierung von Ariel Scharon. Zunächst war er bis zum 31. August 2004 Minister ohne Geschäftsbereich. Dann wurde er vom 31. August 2004 bis zum 10. Januar 2005 Tourismusminister, ein Amt, das er bereits seit dem 4. Juli 2004 kommissarisch innehatte. 2004 löste er Tzachi Hanegbi als Minister für innere Sicherheit ab.
Als Scharon Kadima gründete, wechselte auch Esra die Partei. Januar 2006 wurde er Umweltminister in der Regierung von Ehud Olmert und übte diesen Posten bis März 2009 aus.
2010 erkrankte Esra, der 55 Jahre lang ein starker Raucher gewesen war, an Lungenkrebs. Er widmete sich daraufhin einer Kampagne, die auf die Gefahren des Rauchens aufmerksam machen sollte. Am 17. Mai 2012 starb er an seiner Krebserkrankung.
Esras vakanten Sitz in der Knesset nahm der Druse Akram Hasson ein.